# Gentiana uniflora
Gentiana uniflora là một loài thực vật có hoa trong họ Long đởm. Loài này được Georgi mô tả khoa học đầu tiên năm 1775.